# Młodziejewice

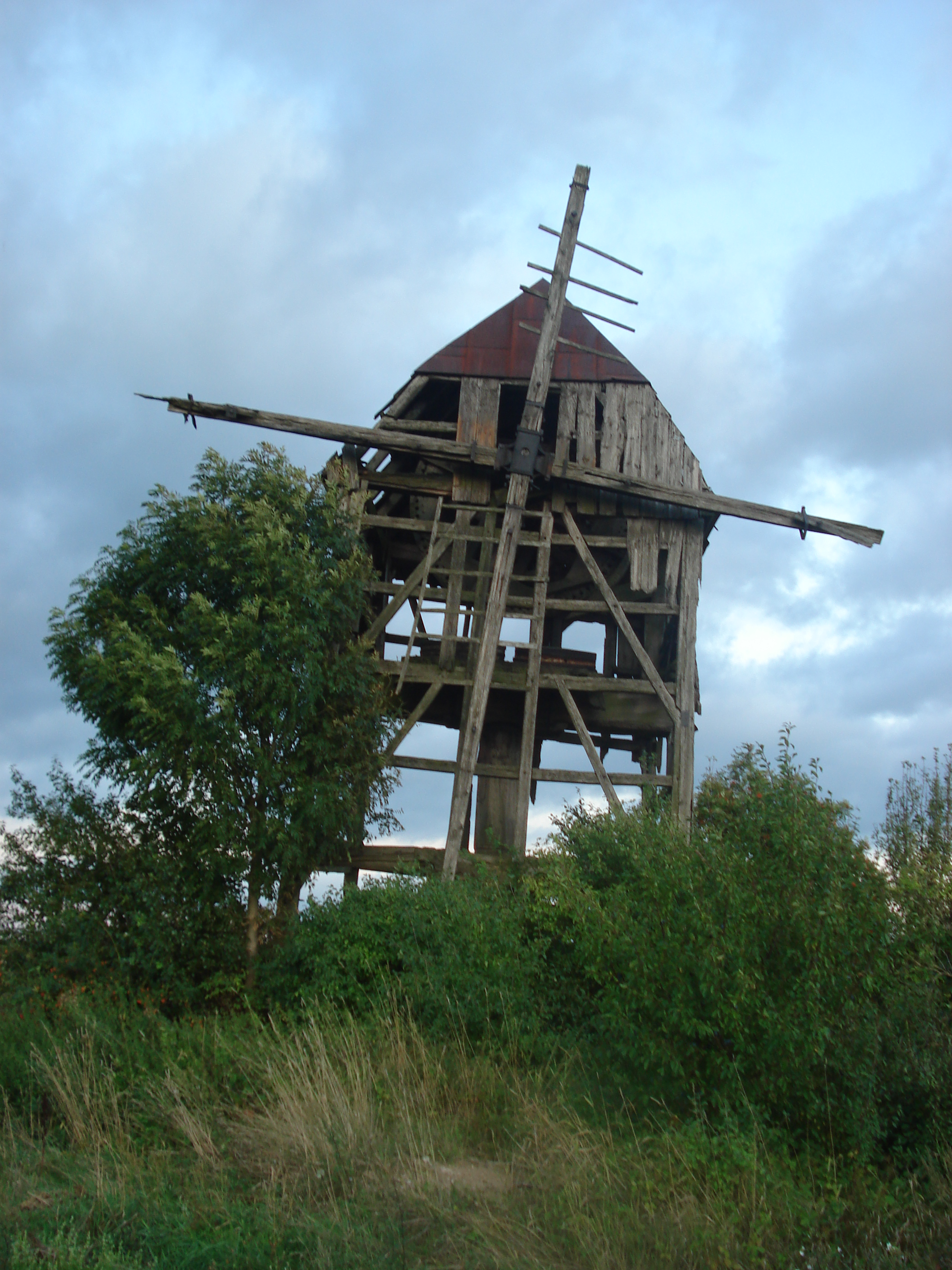
Młodziejewice - wiatrak typu koźlak

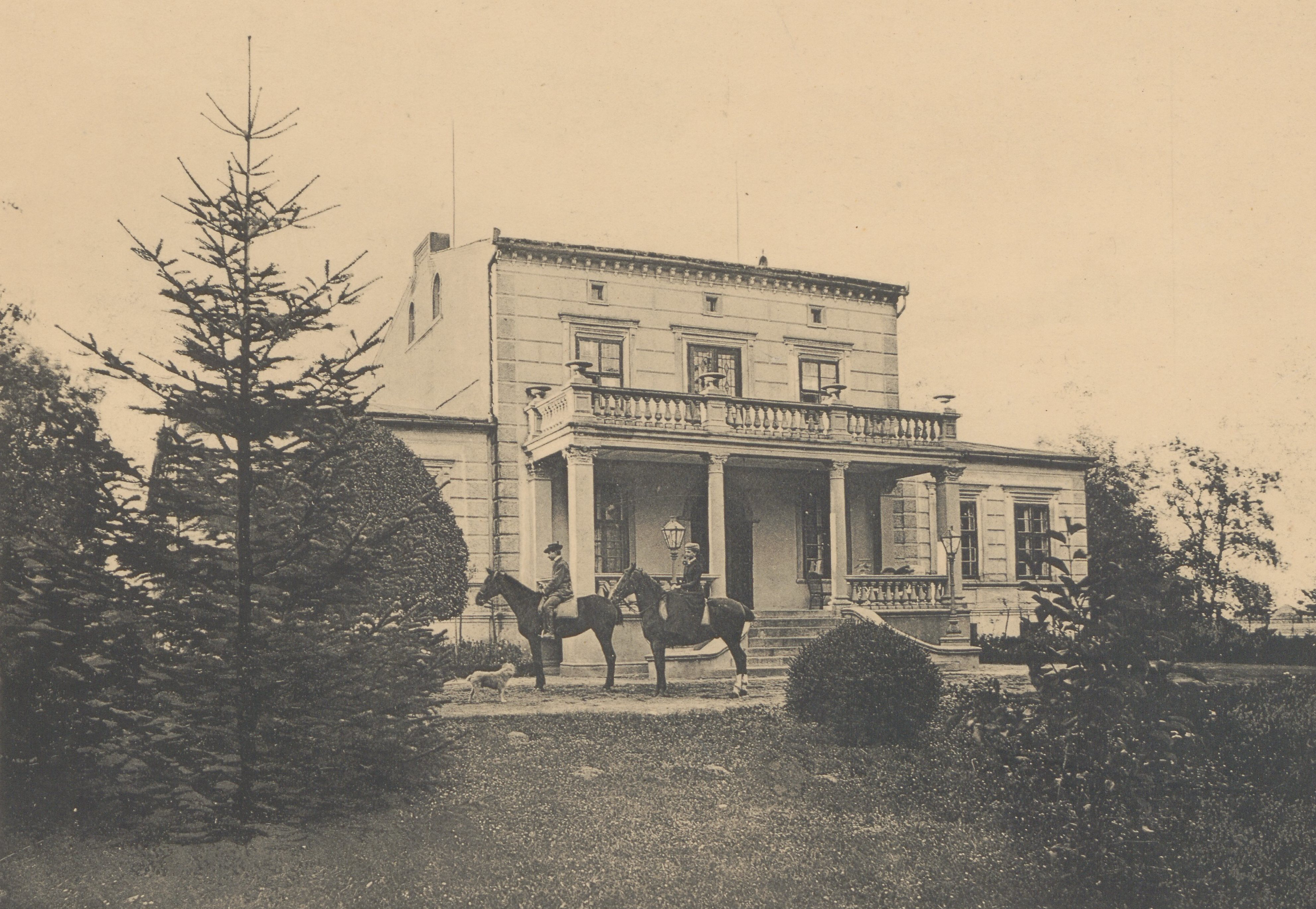
Widok dworu przed 1912

Młodziejewice – wieś w Polsce położona w województwie wielkopolskim, w powiecie słupeckim, w gminie Strzałkowo.
Młodziejewice znajdują się w obrębie Równiny Wrzesińskiej, na południowy wschód od Wrześni. 
Nazwa wsi, według księdza Stanisława Kozierowskiego, pochodzi od imienia Młodziej.

## Historia
Wykopaliska archeologiczne prowadzone w 2000 roku wykazały obecność obiektów nieruchomych z czasów kultury łużyckiej. Pierwsza wzmianka o Młodziejewicach pochodzi z 1390 roku. W XV w. wieś należała do rodziny Młodziejewskich herbu Korab. W drugiej połowie XVI w. wieś należała do Wilibrorda Młodziejewskiego, który ufundował obecny kościół św. Małgorzaty w Graboszewie. W 1685 roku jezuita Andrzej Młodziejewski sprzedał wieś rodzinie Szczytnickich. W 1720 roku wieś nabył Andrzej Malczewski i natychmiast odsprzedał Aleksandrowi Bajerskiemu. Jego córka Joanna Bajerska wyszła za mąż za Józefa Hulewicza w 1737 roku. Od tego momentu wieś nieprzerwanie do II wojny światowej należała do rodziny Hulewiczów. W wyniku II rozbioru Polski w 1793 roku rozpoczęło się na tych terenach panowanie pruskie. W latach 1807–1815 Młodziejewice wchodziły w skład Księstwa Warszawskiego. Ponad stuletnie panowanie pruskie zakończył wybuch powstania wielkopolskiego. We wrześniu 1939 roku wojska hitlerowskie zajęły wieś i zmieniły jej nazwę na Jugendfeld. 22 stycznia 1945 roku do wsi wkroczyli żołnierze 1 armii pancernej gen. M. Katukowa. Tym samym zakończył się w Młodziejewicach okres okupacji hitlerowskiej. W okresie PRL znacjonalizowano majątek ziemski Hulewiczów i utworzono PGR. W 1900 roku wieś liczyła 249, a w 1928 roku 279 mieszkańców.

## Zabytki
- Zespół dworski – wpisany do krajowego rejestru zabytków pod nrem rej.: 421/163 z 4.09.1989 r. (składa się on z dworu i parku). Dwór został wzniesiony około 1845 roku przez ówczesnego właściciela wsi Waleriana Hulewicza, a przebudowany pod koniec XIX w. przez Adama Hulewicza. Brama wjazdowa pochodzi z 1900 roku.
- Folwark – złożony z zespołu murowanych i otynkowanych budynków, ustawionych wokół oraz w części środkowej czworobocznego dziedzińca. Budynki te powstały w drugiej połowie XIX w.
- Oficyna – na wschodnim szczycie budynku widniała data 1908 (obecnie pokryta tynkiem). Wtedy dokonano gruntownej przebudowy oficyny.
- Zabudowa mieszkaniowa tj. dawne czworaki i sześcioraki dworskie – wszystkie pochodzą z końca XIX w. i początku XX w. Daty budowy zachowały się tylko na czworaku i sześcioraku po zachodniej stronie drogi do Goniczek. Na czworaku widnieje data 1911 (południowy szczyt) oraz na sześcioraku, widnieje data 1900 (północny szczyt).
- Wiatrak typu koźlak – znajduje się w południowej części wsi przy drodze do Sokolnik. W okresie dwudziestolecia międzywojennego należał do M. Urbaniaka.